# Кардашлик (громадська організація)
Кардашли́к (крим. Qardaşlıq, Къардашлыкъ, укр. Кардашлик — «Братерство») — кримськотатарська громадська організація, що ставить своєю метою відродження кримськотатарської нації та збереження її національної ідентичності.

## Історія
У квітні 2002 року зібралася група молодих людей, що виявляють інтерес до історії, культури свого народу і бажають брати активну участь в роботі на благо корінних народ Криму (кримські татари, караїми, кримчаки). Перші збори, збори проходили в бібліотеці ім. Гаспринського.
- У січні 2003 року хлопці об'єдналися в Сімферопольську міську організацію «Кардашлик», офіс якої розташовувався в м. Сімферополі, на вул. К. Лібкнехта 14 кв. 16.[1]Організація започаткувала практики екскурсій в історично значимі місця (tarihiy kezintiler). За період існування організації були здійснені поїздки майже по всіх містах Криму. Основна їх мета була ознайомлення з історичними пам'ятками, пам'ятками, природою рідного краю, залучення до рідної історії та аналіз долі народу. Такі поїздки були здійснені в Бахчисарай, Старий Крим, Судак, Ялту, Євпаторію, а також в гори: Ай-Петрі, Чуфут-Кале, Демерджі, Агармиш і т. д.
- У 2004 році почав виходити підготовлений членами організації перший кримськотатарський молодіжний журнал 'Tañ' («Світанок»). Журнал виходив кримськотатарською, російською та українською мовами.
- У вересні 2004 року представник Організації відвідав 2 Курултай і дні молоді тюрського світу в Румунії, де представляв кримськотатарську молодь. Метою поїздки було ознайомлення учасників заходу з кримськотатарської культурою, налагодження зв'язків для подальшої роботи, більш близьке знайомство з діаспорою народу в Румунії, її культурним станом на даному етапі, а також спільна діяльність, взаємозв'язку і співпраці на благо корінних народів Криму. Крім конференцій та дискусій на Курултаї були передбачені поїздки, де були відвідані історичні пам'ятники, мечеті, старі кладовища, а також могила відомого кримськотатарського поета Мемета Ніязі. Вперше відбулося тісне спілкування з кримськотатарської молоддю Румунії, відірваною від своєї батьківщини (кримськотатарська діаспора Румунії утворилася через гонінь на народ і масової міграції з Криму і території сучасних Миколаївської, Херсонської та Запорізької областей).
- 30 квітня — 1 травня 2005 року представники «Кардашлик» відвідали Туреччину (Анкара), де проходив 4 Курултай кримськотатарської молоді. Метою поїздки було ознайомлення зі станом народу в Криму, Болгарії і положенням діаспор в Румунії, Туреччини, Болгарії, а також спільна діяльність та взаємозв'язки в майбутньому. Були налагоджені тісні зв'язки з кримськотатарської молоддю Туреччини, яка перебувала в ізоляції з тих же причин з початку минулого століття.
- У листопаді 2005 року представники «Кардашлик» відвідали 12 Курултай тюркської молоді. Де взяли активну участь.
- 10 січня 2007 Громадська Організація «Кардашлик» провела загальні збори, на якому шляхом голосування було визначено склад нової управлінської та ревізійної комісії, що в свою чергу призвело до перестановки кадрів.

- 23 липня 2008 пройшли нові вибори голови ГО «Кардашлик», де обрали Заура Халкеча.
- Лютий 2009 року — постановка театралізованого літературного вечора «Ана тілім! Гузель тілім! Кене яша!» на сцені кримськотатарського театру. Були задіяні мультимедійні засоби, крос-методи в подачі матеріалу. Зал отримав аншлаг.
- Лютий 2010 року — проведення квесту, присвяченого Міжнародному дню рідної мови. Цей захід ознаменувало залучення таких методів, як флеш-моб, квест, арт-акція, комунікативний підхід у інструментарій активної молоді Криму, зокрема, кримських татар.
- В листопаді 2011 року було прийнято рішення про перехід на Всекримський рівень діяльності. Оновлений кадровий склад керівних і контролюючих органів. Головою обрано Асан Емірсаліев.
- 2 жовтня при спільну участь з міським меджлісом р. Карасубазара і міськвиконкомом було проведено етнофестиваль «День Карасубазарцев», на якому представлені зразки народно-сценічної творчості народів, які населяють гімн, широкий спектр національних спортивних змагань, розіграші, впроваджено символічні атрибути.
- 4 жовтня проведено спільно з Інститутом громадянського суспільства за підтримки Посольства республіки Литва в Україну фотовиставка «Литва: молодий погляд». Молодий литовський фотограф Ернестас Якубаускас, автор 40 робіт, які взяли участь у виставці, має кримські коріння, і метою цієї виставки було не тільки знайомство кримської молоді з Литвою очима самого литовця і розвінчання пострадянських негативних стереотипів про шовінізм, а й заснування першого культурного моста між кримськотатарської молоддю Криму та Литви (у Литві проживає одна з найстаріших діаспор кримських татар — її історія становить близько 600 років).
- 8 квітня 2012 року, ГО «Кардашлик» організувала екскурсію на малу батьківщину Аліма Айдамак'а. Учасникам екскурсії була представлена художня кінострічка, що описує життя і подвиги народного месника.
- Проведено ряд заходів для підтримки місцевих національних шкіл з кримськотатарською мовою навчання, серія свят і тренінгів, екскурсій і історичних презентацій. Особливу увагу приділено національним класами всередині шкіл з російською мовою обиченія.

 'Організація готова до багатопланової співпраці для обміну досвідом, досягнення поставлених цілей і завдань.'
- 6 травня 2012 року, ГО «Кардашлик» організувало народне свято Хидирлез.

## Мета організації
- Об'єднання активної кримськотатарської молоді.

- Відродження рідної мови і культури з упором на підростаюче покоління.

- Реалізація культурно-просвітницьких проектів.

- Розвиток культурного та інтелектуального потенціалу корінних народів Криму.

- Формування діспутних майданчиків і клубів.

- Організація дозвілля кримськотатарської молоді.

- Формування інтегруючого інформаційного середовища.